# 古田寛幸
古田 寛幸（ふるた ひろゆき、1991年5月23日 - ）は、北海道札幌市白石区出身の元プロサッカー選手。ポジションはミッドフィールダー。

## 来歴

### ユース時代
札幌市立東川下小学校を経て 中学からは地元のコンサドーレ札幌ユースU-15に入団した。2005年にJFAエリートプログラムの強化メンバー、U-14日本選抜チームに選出、翌2006年にはU-15日本代表としてイタリア遠征メンバーに招集される など早くから頭角を現していた。札幌U-18に昇格後はチームとしてこそ全国大会で目立った成績は残せなかったものの、個人としてはコンスタントにU-16、U-17日本代表に招集され続け多くの国際大会を経験する など、当時の札幌U-18において突出した存在としてクラブからも「金の卵」と評され 将来を渇望されていた。U-18時代の同期には工藤光輝、上原拓郎がいる。

### コンサドーレ札幌
2008年12月15日、高校2年次に1学年上の曵地裕哉と共に2009年以降のトップチームへの昇格が発表された（二種登録）。
コンサドーレ札幌の下部組織の選手で、初の飛び級でのトップチームへの昇格である。その為、北海道札幌厚別高等学校から通信制のウィザス高等学校に編入した。
2009年、背番号は札幌U-18時代の2学年上の先輩でもある横野純貴が前年に背負った27を与えられた。この年に監督に就任した石崎信弘の信頼を得て、7月25日J2第30節岡山戦で初めて控えメンバーに登録され、続く8月2日J2第31節C大阪戦で後半13分に西大伍と途中交代で公式戦初出場を果たし、藤田征也が持つクラブ史上最年少出場記録を塗り替えた（18歳2カ月10日。翌2010年に三上陽輔、荒野拓馬が記録更新）。続く8月5日J2第32節福岡戦で初先発出場を果たし勝利に貢献。2001年に今野泰幸が記録したクラブ史上最年少先発出場記録に並ぶ最速先発出場であった（18歳2カ月13日）。以降右サイドで定位置を確保し、ゴールこそ挙げられず新居辰基が持つクラブ史上最年少得点記録の更新とはならなかったものの、コンスタントに起用され続けシーズン通して公式戦20試合に出場した。また、この年はU-18日本代表にも招集されSBSカップ 国際ユースサッカー　、AFC U-19選手権2010 (予選) に出場した。
2010年、札幌とプロ契約を結び 前年に続けて背番号27を背負う事が決まった。J2開幕戦から先発出場を果たし以降も主力選手として活躍。5月30日J2第15節富山戦の後半25分にプロ初ゴールを挙げ、2010 FIFAワールドカップによるリーグ戦中断期間明けの7月18日J2第18節千葉戦では前半5分と後半44分にゴールを挙げ勝利に貢献するなど、チームが下位に低迷する中において5ゴールを挙げる活躍を見せ、プロ1年目ながら西嶋弘之、内村圭宏と並びチーム得点王となった。そうした活躍もあってU-19日本代表にもコンスタントに招集されており、SBSカップ 国際ユースサッカー、AFC U-19選手権2010 に出場した。
2011年は背番号を15に変更。前年の活躍からチームの主軸として期待され副キャプテンを任された。このシーズンは前年に主力として活躍した選手の多くが移籍した事もあって序盤からチームの成績が低迷すると、自身の調子も上がらずシーズン初ゴールは8月17日J2第3節千葉戦まで持越しとなった。以降徐々に調子を取り戻すとゴールも挙げられるようになり、12月3日J2最終節F東京戦では内村圭宏の先制点をアシストし札幌のJ1昇格に貢献した。
2012年、この年も前年に続き副キャプテンを務めた。自身にとって初のJ1のシーズンとなったが開幕前からの度重なる怪我の影響 により出遅れ、4月7日のJ1第5節柏戦で後半開始から岡本賢明と途中交代でJ1初出場を果たし、続く4月14日J1第6節名古屋戦でJ1初ゴールを挙げた。チームはシーズン序盤から最下位に沈み最終的にJ2降格を喫してしまうがチーム得点王となる活躍を見せ、中でも10月6日のJ1第28節浦和戦では後半5分、29分と立て続けにゴールを挙げ、格上相手に勝利を収める原動力となった。
2013年はシーズン開幕前の2月1日にスイススーパーリーグのFCトゥーンより獲得の打診を受け移籍を前提としたトライアルに参加する事が発表された が、最終的に契約合意には至らず 2013年シーズンも引き続き札幌で迎える事となった。この年に新たに監督に就任した財前恵一の信頼を勝ち取り開幕戦から先発出場を続けていたが、3月31日J2第6節G大阪戦で相手のシュートをブロックした際に左膝外側半月板損傷による全治4～6ヶ月の重傷を負ってしまい、11月20日天皇杯甲府戦の後半26分に神田夢実と途中交代で実に8ヶ月ぶりとなる公式戦復帰を果たした。

### カマタマーレ讃岐
2014年7月に、カマタマーレ讃岐への期限付き移籍が決まった。

### ツエーゲン金沢
2016年よりツエーゲン金沢に完全移籍した。

### ブラウブリッツ秋田
2017年、ブラウブリッツ秋田に期限付き移籍、J3優勝に貢献。2018年より完全移籍。
2019年をもって現役引退。

## 所属クラブ
ユース経歴
- 東川下サッカースポーツ少年団
- コンサドーレ札幌U-15
- コンサドーレ札幌U-18 (札幌厚別高校)

プロ経歴
- 2009年 - 2015年 コンサドーレ札幌
  - 2014年7月 - 同年12月 カマタマーレ讃岐（期限付き移籍）
- 2016年 - 2017年 ツエーゲン金沢
  - 2017年 ブラウブリッツ秋田（期限付き移籍）
- 2018年 - 2019年 ブラウブリッツ秋田

## 個人成績
| 国内大会個人成績 | 国内大会個人成績 | 国内大会個人成績 | 国内大会個人成績 | 国内大会個人成績 | 国内大会個人成績 | 国内大会個人成績 | 国内大会個人成績 | 国内大会個人成績 | 国内大会個人成績 | 国内大会個人成績 | 国内大会個人成績 |
| 年度             | クラブ           | 背番号           | リーグ           | リーグ戦         | リーグ戦         | リーグ杯         | リーグ杯         | オープン杯       | オープン杯       | 期間通算         | 期間通算         |
| 年度             | クラブ           | 背番号           | リーグ           | 出場             | 得点             | 出場             | 得点             | 出場             | 得点             | 出場             | 得点             |
| 日本             | 日本             | 日本             | 日本             | リーグ戦         | リーグ戦         | リーグ杯         | リーグ杯         | 天皇杯           | 天皇杯           | 期間通算         | 期間通算         |
| ---------------- | ---------------- | ---------------- | ---------------- | ---------------- | ---------------- | ---------------- | ---------------- | ---------------- | ---------------- | ---------------- | ---------------- |
| 2009             | 札幌             | 27               | J2               | 19               | 0                | -                | -                | 1                | 0                | 20               | 0                |
| 2010             | 札幌             | 27               | J2               | 23               | 5                | -                | -                | 1                | 0                | 24               | 5                |
| 2011             | 札幌             | 15               | J2               | 34               | 4                | -                | -                | 1                | 0                | 35               | 4                |
| 2012             | 札幌             | 15               | J1               | 28               | 4                | 1                | 0                | 1                | 0                | 30               | 4                |
| 2013             | 札幌             | 15               | J2               | 6                | 0                | -                | -                | 1                | 0                | 7                | 0                |
| 2014             | 札幌             | 15               | J2               | 5                | 0                | -                | -                | -                | -                | 5                | 0                |
| 2014             | 讃岐             | 28               | J2               | 14               | 2                | -                | -                | -                | -                | 14               | 2                |
| 2015             | 札幌             | 15               | J2               | 22               | 1                | -                | -                | 1                | 0                | 23               | 1                |
| 2016             | 金沢             | 11               | J2               | 23               | 0                | -                | -                | 2                | 0                | 25               | 0                |
| 2017             | 秋田             | 9                | J3               | 32               | 2                | -                | -                | 1                | 0                | 33               | 2                |
| 2018             | 秋田             | 10               | J3               | 18               | 1                | -                | -                | 0                | 0                | 18               | 1                |
| 2019             | 秋田             | 10               | J3               | 15               | 0                | -                | -                | 0                | 0                | 15               | 0                |
| 通算             | 日本             | 日本             | J1               | 28               | 4                | 1                | 0                | 1                | 0                | 30               | 4                |
| 通算             | 日本             | 日本             | J2               | 146              | 12               | -                | -                | 7                | 0                | 153              | 12               |
| 通算             | 日本             | 日本             | J3               | 65               | 3                | -                | -                | 1                | 0                | 66               | 3                |
| 総通算           | 総通算           | 総通算           | 総通算           | 239              | 19               | 1                | 0                | 9                | 0                | 249              | 19               |

その他の公式戦
- 2014年
  - J2・J3入れ替え戦 1試合0得点
- Jリーグ初出場　2009年8月2日 J2第31節 対セレッソ大阪 (長居陸上競技場)
- Jリーグ初得点　2010年5月30日 J2第15節 対カターレ富山 (厚別公園競技場)

## 代表歴
- 2006年 U-15日本代表 - フランコ・ガッリーニ国際大会
- 2007年 U-16日本代表 - モンテギュー国際大会、バニコフ国際ユース大会2007、2007北海道国際ユースサッカー大会
- 2008年 U-17日本代表 - コパ・チーバス2008、第12回国際ユースサッカー
- 2009年 U-18日本代表 - SBSカップ 国際ユースサッカー、AFC U-19選手権2010 (予選)
- 2010年 U-19日本代表 - SBSカップ 国際ユースサッカー、AFC U-19選手権2010

## タイトル
ブラウブリッツ秋田
- J3リーグ：1回（2017年）